# ロストシティ
『ロストシティ』は、60枚のカードを用いるカードゲームで、1999年にゲームデザイナーのライナー・クニツィアによって製作され、多数の出版社から発売されている。
日本での出版はGroup SNE。

## 概要
ゲームの目的は、「ヒマラヤ山脈」「ジャングル」「砂漠」「火山」「海底」といった5つの古代都市(ロストシティ)を探検し、点数を得ることである。もともとは2人用としてデザインされたが、ゲームのファンによって1人、2人を追加して遊ぶこともできるようになり、後にクニツィア自身が半公式のルールとして4人用ルールを作成した。

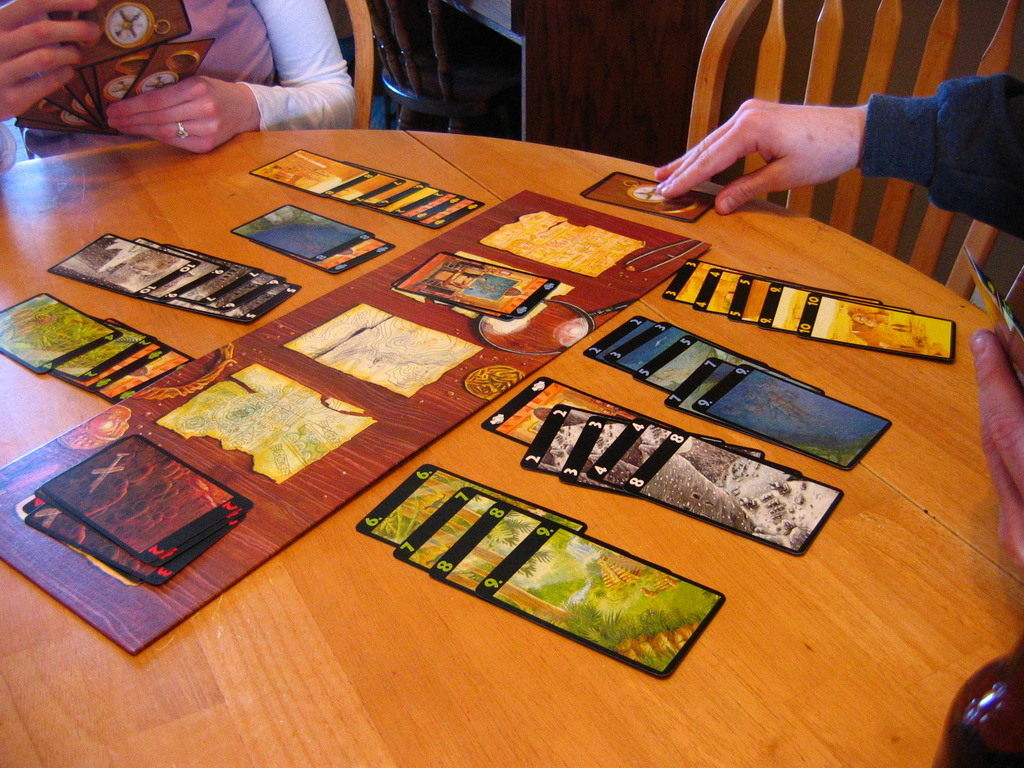
プレイ中の盤面

ロストシティは展開の早いゲームといえる。手番でプレイヤーが取れる行動は手札からカードを1枚出す、もしくは捨てる、の2つのみである。カードには5つの古代都市の場所のイラスト/色、加えて、進み具合の数字が記されている。ただし、プレイヤーが5つすべての古代都市を「利益を出して」進めることは難しい。カードを出すときのルールとして、各プレイヤーは、古代都市ごとに1列に、縦に並べていく。その際、出す数字が前よりも大きくならなければならない（つまり、数字が昇順にならなければならない。5の上に3を出すことはできない。）。1枚でも置いてある古代都市に関しては「探検に出た」とされ、その古代都市に関して点数計算が発生する。点数は、「列に出した数字の合計値」がそのまま加点となる。ただし、「探検に出た」瞬間に一定額の減点が発生するため、場合によってはその場所からマイナス点を受け取ることもあり得る。(これを「探検コスト」と表記している。)
なお、賭けカードと呼ばれるカードが各古代都市ごとに3枚存在する。これは数字の書かれたカードをプレイする前に列に並べておかねばならないが、1枚あるごとに、その列の得点計算を+1倍にする（1枚なら2倍、2枚なら3倍、3枚なら4倍）。マイナス点でも倍になる。
加えて、1つのカード列に一定枚数を置くことでボーナス点がもらえることもある。
相手が探検に出たカード列に対してはもう相手が介入する余地はない。ただし、プレイヤーの間接的、相対的な妨害要素として、手番の終わりにカードを引く際、山札からではなく、「各古代都市の捨て札の上から」引くこともできる（捨て札は古代都市〈色〉毎に管理されている）。
また、各カードの枚数は定められており、同じ色かつ、同じ数字（後述する「賭け」カードは除く）は存在しない。これにより、他人の探検に出た列の点数を減らしたり、自分のカード列のある程度の損得勘定ができるようになっている。
ゲームのボードはテーマに沿って、冒険家のようなデザインになっている。
ただし、ロストシティの仕組み自体は、トランプでも再現することが可能である。
この場合、古代都市（トランプのマーク）は4つとなり、2~10のカードは通常の数字カードとして扱う。J,Q,Kは賭けカードとなる。

### Expedition 6: The Lost Expedition
GenCon 2016において、ロストシティのプロモーション用の拡張パックが頒布された。このパックには灰色の6つ目の古代都市が入っており、通常の5種類のルールと同じように6種類の古代都市でゲームをプレイする。
2018年の国際バージョンにおいては、ロストシティのボードは2面印刷になっており、片面は5種類、もう片面は6種類の古代都市でプレーできるようになっている。

## 受賞歴
- 2000年 国際ゲーマーズ賞（英語版）を受賞。

## ボードゲーム版
2008年に出版された「ケルト」というボードゲームがあるが、これはアメリカにおいて、「ロストシティ：ボードゲーム」として出版された。どちらも、元のロストシティよりも入り組んだルールになっており、4人までのプレイに対応している。

## レビュー
- ピラミッド[2]